# العلاقات السودانية اللاوسية
العلاقات السودانية اللاوسية هي العلاقات الثنائية التي تجمع بين السودان ولاوس.

## مقارنة بين البلدين
هذه مقارنة عامة ومرجعية للدولتين:
| وجه المقارنة                                              | السودان                     | لاوس        |
| --------------------------------------------------------- | --------------------------- | ----------- |
| المساحة (كم2)                                             | 1.89 مليون                  | 236.80 ألف  |
| عدد السكان (نسمة)                                         | 40.53 مليون                 | 6.86 مليون  |
| الكثافة السكانية (ن./كم²)                                 | 21.44                       | 28.97       |
| العاصمة                                                   | الخرطوم                     | فيينتيان    |
| اللغة الرسمية                                             | اللغة العربية، لغة إنجليزية | اللغة اللاو |
| العملة                                                    | جنيه سوداني                 | كيب لاوي    |
| الناتج المحلي الإجمالي (بليون دولار)                      | 117.49 مليار                | 16.85 مليار |
| الناتج المحلي الإجمالي (تعادل القوة الشرائية) بليون دولار | 176.55 مليار                | 38.71 مليار |
| الناتج المحلي الإجمالي الاسمي للفرد دولار أمريكي          | 2.41 ألف                    | 1.82 ألف    |
| الناتج المحلي الإجمالي للفرد دولار أمريكي                 | 4.07 ألف                    |             |
| مؤشر التنمية البشرية                                      | 0.479                       | 0.575       |
| رمز المكالمات الدولي                                      | +249                        | +856        |
| رمز الإنترنت                                              | سودان                       | .la         |
| المنطقة الزمنية                                           | ت ع م+03:00، ت ع م+02:00    | ت ع م+07:00 |

## منظمات دولية مشتركة
يشترك البلدان في عضوية مجموعة من المنظمات الدولية، منها:
| علم المنظمة | اسم المنظمة                        | تاريخ انضمام السودان | تاريخ انضمام لاوس |
| ----------- | ---------------------------------- | -------------------- | ----------------- |
|             | البنك الدولي للإنشاء والتعمير      | 5 سبتمبر 1957        | 5 يوليو 1961      |
|             | يونسكو                             | 26 نوفمبر 1956       | 9 يوليو 1951      |
|             | وكالة ضمان الاستثمار متعدد الأطراف | 7 نوفمبر 1991        | 5 أبريل 2000      |
|             | مؤسسة التمويل الدولية              | 21 أكتوبر 1960       | 29 يناير 1992     |
|             | منظمة الشرطة الجنائية الدولية      | ?                    | ?                 |
|             | الأمم المتحدة                      | 12 نوفمبر 1956       | 14 ديسمبر 1955    |
|             | مؤسسة التنمية الدولية              | 24 سبتمبر 1960       | 28 أكتوبر 1963    |
|             | منظمة حظر الأسلحة الكيميائية       | ?                    | ?                 |

## وصلات خارجية
- موقع وزارة الخارجية السودانية